# Centre Cultural (Santa Margarida i els Monjos)
El centre Cultural és un edifici de Santa Margarida i els Monjos (Alt Penedès) inclòs a l'Inventari del Patrimoni Arquitectònic de Catalunya.

## Descripció
L'edifici, situat al nucli urbà dels Monjos, té planta en forma de "L" i pati interior. La façana presenta planta baixa i pis. Té distribució simètrica en relació amb un cos central elevat que es corona amb motllura esglaonada. La planta baixa mostra cinc obertures d'arc escarser, així com el primer, pis, on un balcó corregut ocupa les tres portes centrals. L'emmarcament de totes les obertures és de maó. Adossat a la part davantera hi ha un local de planta rectangular, amb coberta a dues aigües sostinguda amb encavallades.

## Història
El Centre Cultura va començar a ser edificat l'any 1909, data de redacció dels estatuts. Les obres es perllongaren fins al 1915. Van ser-ne els mestres d'obres Garriga i Jeroni.